# Diócesis de Orán (Argelia)

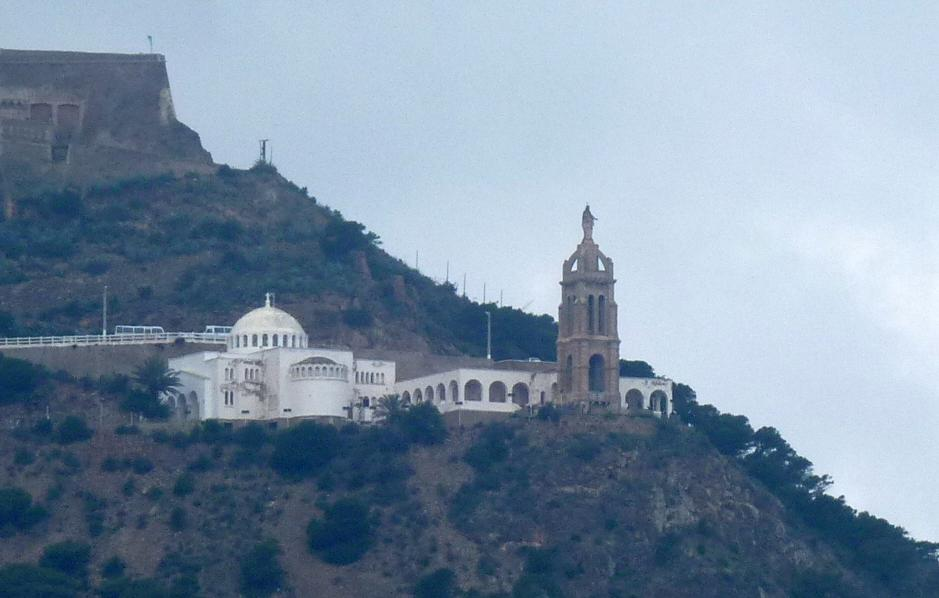
Capilla de Nuestra Señora de la Santa Cruz, Orán

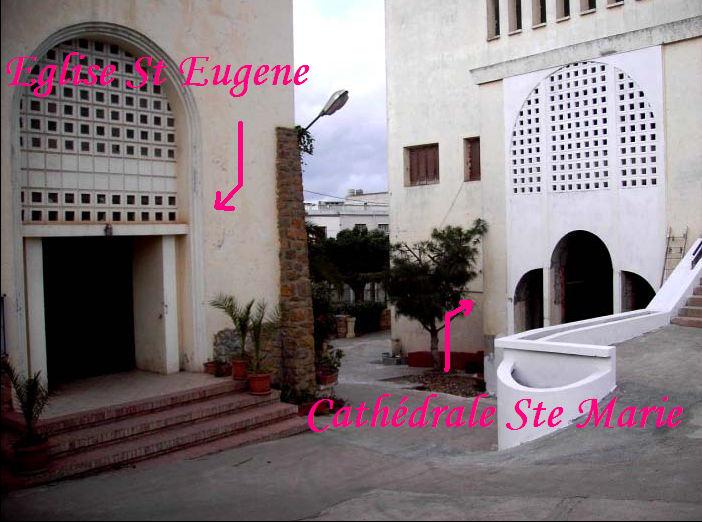
Iglesia de Santa María, Orán

La diócesis de Orán (en latín: Dioecesis Oranen(sis) y en francés: Diocèse d'Oran) es una circunscripción eclesiástica de rito latino de la Iglesia católica en Argelia, sufragánea de la arquidiócesis de Argel. Es sede vacante desde el 27 de diciembre de 2021.

## Territorio y organización
La diócesis extiende su jurisdicción sobre los fieles católicos de rito latino residentes en las siguientes provincias de Argelia: Aín Temushent, Orán, Mostaganem, Tremecén, Sidi Bel Abbes, Muaskar, Relizan, Saida, y parte de las provincias de Naama y Tiaret.
La sede de la diócesis está en la ciudad de Orán, en donde se encuentra la antigua Catedral del Sagrado Corazón, que fue catedral desde 1913 hasta 1984, cuando fue reconvertida en biblioteca. También en Orán se encuentra la antigua Catedral de San Luis, que fue catedral de la diócesis desde 1866 a 1913, y que también fue confiscada por el Gobierno argelino y convertida en escuela. La sede del obispo fue trasladada a la iglesia de Santa María.
En 2019 el territorio estaba dividido en 6 parroquias en Orán, Mascara, Mostaganem, Sidi Bel Abbés, Tiaret y Tremecén.

## Historia
En los primeros siglos del cristianismo había 123 diócesis en la Mauritania Cesariense y en la Tingitana. Una sede importante en la actual diócesis de Orán fue Tremecén (la antigua Pomaria), mencionada por el obispo san Longino, que estaba exiliado en el momento de la persecución de los vándalos en 484. Aunque los árabes en 708 habían destruido muchas iglesias, según Abou-Obed-el-Bekrii en 963 todavía había iglesias y cristianos en Tremecén. Hasta 1254 tenemos noticias de tropas cristianas al servicio de los reyes moros de Tremecén; de una bula del papa Nicolás IV en 1290 parece que un obispo de Marruecos, legado de la Santa Sede, tenía jurisdicción sobre la región, arruinada por violentas persecuciones en la segunda mitad del siglo XIII.
Orán, probablemente de origen morisco, fue conquistada por los españoles en mayo de 1509. La expedición contra Tremecén, dirigida por el capitán general del conde de Alcaudette de 1534 a 1538, fue una especie de cruzada. Los españoles gobernaron hasta 1708 y nuevamente desde 1732 hasta 1792. A raíz de la solicitud de protección de bey a Francia, los franceses ocuparon Orán el 10 de diciembre de 1830.
La diócesis fue erigida el 25 de julio de 1866 con la bula Supremum pascendi del papa Pío IX, separando el territorio del departamento de Orán (de la Argelia francesa) de la diócesis de Argel, que simultáneamente fue elevada a arquidiócesis metropolitana.
En 1849 se instauró la romería a Notre-Dame du Salut en Santa Cruz. Antes de la ley de asociaciones de 1901, la diócesis albergaba a jesuitas, lazaristas y diversas órdenes religiosas dedicadas a la enseñanza, una de las cuales era originaria de la diócesis, los hermanos de Nuestra Señora de la Anunciación, con sede en Misserghin. Fueron numerosas las Hermanas Trinitarias, con casa madre en Valence.
En 1901 la diócesis contaba con 273 527 europeos, excluidos los soldados franceses; en 1905 había 5 parroquias canónicas, 77 parroquias filiales, 13 curadurías pagadas por el Estado, 14 sacerdotes auxiliares.
A partir de la independencia de Argelia en 1962, la población franco-católica del país (pieds-noirs) emigró masivamente a Francia. 
El 1 de agosto de 1996 el obispo Pierre Lucien Claverie fue asesinado tras una bomba colocada en el obispado por extremistas pocas semanas después del asesinato de los 7 monjes de Tibhirine; el 27 de enero de 2018 se reconoció su martirio y fue beatificado el 8 de diciembre del mismo año.

## Episcopologio
| Nombre                                             | Comienzo                | Término                 | Destino                               |
| -------------------------------------------------- | ----------------------- | ----------------------- | ------------------------------------- |
| Jean-Baptiste-Irénée Callot †                      | 12 de enero de 1867     | 1 de noviembre de 1875  | Falleció                              |
| Louis-Joseph-Marie-Ange Vigne †                    | 1 de marzo de 1876      | 30 de enero de 1880     | Nombrado obispo de Digne              |
| Pierre-Marie-Etienne-Gustave Ardin †               | 12 de febrero de 1880   | 10 de enero de 1884     | Nombrado obispo de La Rochelle        |
| Noël-Mathieu-Victor-Marie Gaussail †               | 10 de enero de 1884     | 2 de marzo de 1886      | Nombrado obispo de Perpiñán-Elna      |
| Géraud-Marie Soubrier †                            | 2 de marzo de 1886      | 24 de marzo de 1898     | Renunció                              |
| Edouard-Adolphe Cantel †                           | 8 de julio de 1898      | 10 de diciembre de 1910 | Falleció                              |
| Pierre-Firmin Capmartin †                          | 19 de febrero de 1911   | 25 de diciembre de 1914 | Falleció                              |
| Christophe-Louis Légasse †                         | 6 de diciembre de 1915  | 13 de agosto de 1920    | Nombrado obispo de Périgueux          |
| Léon-Auguste-Marie-Joseph Durand †                 | 11 de octubre de 1920   | 20 de marzo de 1945     | Falleció                              |
| Bertrand Lacaste †                                 | 29 de diciembre de 1945 | 30 de noviembre de 1972 | Retirado                              |
| Henri Antoine Marie Teissier †                     | 30 de noviembre de 1972 | 20 de diciembre de 1980 | Nombrado arzobispo coadjutor de Argel |
| Pierre Lucien Claverie, O.P. †                     | 25 de mayo de 1981      | 1 de agosto de 1996     | Falleció                              |
| Alphonse Émile Georger                             | 10 de julio de 1998     | 1 de diciembre de 2012  | Retirado                              |
| Jean-Paul Vesco, O.P.                              | 1 de diciembre de 2012  | 27 de diciembre de 2021 | Nombrado arzobispo de Argel           |
| -- Jean-Paul Vesco, O.P. (administrador diocesano) | 27 de diciembre de 2021 | En el cargo             |                                       |

## Estadísticas
De acuerdo al Anuario Pontificio 2020 la diócesis tenía a fines de 2019 un total de 1500 fieles bautizados.
| Año                                                                             | Población            | Población | Población      | Sacerdotes | Sacerdotes    | Sacerdotes    | Bautizados por sacerdote | Diáconos permanentes | Religiosos | Religiosos | Parroquias |
| Año                                                                             | Bautizados católicos | Total     | % de católicos | Total      | Clero secular | Clero regular | Bautizados por sacerdote | Diáconos permanentes | Varones    | Mujeres    | Parroquias |
| ------------------------------------------------------------------------------- | -------------------- | --------- | -------------- | ---------- | ------------- | ------------- | ------------------------ | -------------------- | ---------- | ---------- | ---------- |
| 1950                                                                            | 355 000              | 1 990 000 | 17.8           | 155        | 103           | 52            | 2290                     |                      | 62         | 390        | 102        |
| 1970                                                                            | 13 500               | 3 000     | 0.5            | 69         | 43            | 26            | 195                      |                      | 37         | 195        | 25         |
| 1980                                                                            | 10 000               | 4 651 000 | 0.2            | 34         | 18            | 16            | 294                      |                      | 17         | 84         | 18         |
| 1990                                                                            | 7000                 | 5 599 000 | 0.1            | 27         | 13            | 14            | 259                      |                      | 14         | 60         | 13         |
| 1999                                                                            | 400                  | 7 250 000 | 0.0            | 19         | 7             | 12            | 21                       |                      | 12         | 47         | 5          |
| 2000                                                                            | 400                  | 7 250 000 | 0.0            | 20         | 8             | 12            | 20                       |                      | 12         | 49         | 5          |
| 2001                                                                            | 400                  | 7 250 000 | 0.0            | 20         | 8             | 12            | 20                       |                      | 12         | 50         | 6          |
| 2002                                                                            | 400                  | 7 250 000 | 0.0            | 19         | 7             | 12            | 21                       |                      | 12         | 51         | 7          |
| 2003                                                                            | 400                  | 7 250 000 | 0.0            | 20         | 7             | 13            | 20                       |                      | 13         | 47         | 7          |
| 2004                                                                            | 400                  | 7 250 000 | 0.0            | 20         | 7             | 13            | 20                       |                      | 16         | 47         | 7          |
| 2007                                                                            | 400                  | 7 754 000 | 0.0            | 18         | 5             | 13            | 22                       |                      | 18         | 43         | 8          |
| 2010                                                                            | 800                  | 8 149 159 | 0.0            | 13         | 4             | 9             | 61                       |                      | 17         | 32         | 6          |
| 2013                                                                            | 5000                 | 8 645 000 | 0.1            | 14         | 5             | 9             | 357                      |                      | 16         | 34         | 6          |
| 2016                                                                            | 1500                 | 9 206 318 | 0.0            | 11         | 5             | 6             | 136                      |                      | 16         | 41         | 6          |
| 2019                                                                            | 1500                 | 9 800 000 | 0.0            | 14         | 6             | 8             | 107                      |                      | 23         | 36         | 6          |
| Fuente: Catholic-Hierarchy, que a su vez toma los datos del Anuario Pontificio. |                      |           |                |            |               |               |                          |                      |            |            |            |